# Dryas Mons
Il Dryas Mons è una struttura geologica della superficie di Marte.